# 万物更新説
万物更新説（ばんぶつこうしんせつ）、または万物帰新説（ばんぶつきしんせつ）、またはアポカタスタシス（ギリシア語: ἀποκατάστασις、英語: apokatastasis、または apocatastasis ）は、神による創造物を完全な状態に戻すことである。
キリスト教では、この用語は、しばしばオリゲネスと関連付けられ、すべての人（罪人や悪魔を含む）の究極の救済を含む、キリスト教の普遍的救済主義 (普遍的和解) の一形態を指す。新約聖書（使徒言行録 3:21 ）では「万物更新の時」について語られているが、この節は通常、普遍的な救済を教えているとは理解されていない。アポカタスタシス（万物更新、apokatastasis）の教義的地位は議論の余地があるが、ニュッサのグレゴリオスのような正統派の教父の中にはアポカタスタシスを教えたものの、非難されることがなかった者もいる。

## 語源と定義
アポカタスタシスは「回復する」を意味するギリシャ語の動詞、アポカティステミ（apokathistemi）に由来するが、ゾロアスター教の教義として最初に登場したのは、3度目の創造の時期である。この時期はウィザリシュン（wizarishn）、つまり歴史の終わりと呼ばれ、悪が破壊され世界が元の状態に戻る分離と解決の時期である。アポカタスタシスの考え方は、天体が一定期間後に元の位置に戻るという古代の宇宙周期の概念に由来している可能性がある。

## 思想

### ストア哲学
エドワード・ムーア(2005年) によれば、アポカタスタシスは、特にクリュシッポスによって、初期のストア派の思想において初めて適切に概念化された。惑星と恒星がそれぞれの天体の本来の位置、すなわち元の位置に戻ると（アポカタスタシス） 、宇宙の大火災（エクピロシス）が引き起こされる。元の位置は、天体が蟹座に並ぶことで成り立つと信じられていた。その後、火から再生が始まり、この破壊と再生の交互のサイクルは、神のロゴスと相関関係にあった。アポカタスタシスは、恒星と惑星が山羊座に並ぶときの反回帰であり、宇宙の洪水による破壊を示す。
ストア派は、宇宙を構成する交互に膨張と収縮を繰り返す火をゼウスと同一視した。その膨張は、ゼウスが思考を外に向け、物質宇宙を創造したこと、そしてその収縮はゼウスが自己省察に戻ることであると説明された。ライプニッツは、死の直前に書いた2つのエッセイ『アポカタスタシス』と『アポカタスタシス・パントン』(1715年) で、ストア派とオリゲネスの哲学に対する理解の両方を探求した。

### ユダヤ教
ヘブライ語聖書における「回復する」または「帰還する」という概念は、一般的なヘブライ語動詞 שוב ("シューヴ"、再び戻る) であり、マラキ書 4:6 で使用されており、七十人訳聖書でアポカタスタシスの動詞形が使用されている唯一の例である。これは、ヨブの運命を「回復する」ときに使用され、捕虜の救出または帰還、およびエルサレムの回復の意味で使用されている。
これはハシディズムのユダヤ教におけるティクン・オラムの概念に似ている。

### 新約聖書
アポカタスタシスという言葉は、新約聖書の中で使徒行伝 第3章21節に一度だけ登場する。ペテロは障害を持つ物乞いを癒し、驚いた傍観者たちに語りかけた。彼の説教は、イエスをアブラハム契約の成就者であるユダヤ人の文脈に置き、こう言っている。
だから、悔い改めて心を変えなさい。そうすれば、主の御前から慰めの時が来るとき、あなたがたの罪は消し去られるであろう。そして、主は、あなたがたに以前から宣べ伝えられていたイエス・キリストを遣わされるであろう。万物が更新される時まで、天はイエス・キリストを受け入れていなければならない。その更新は、神が世の初めから、すべての聖なる預言者たちの口を通して語ってこられたことである。—使徒行伝 3:19–21欽定訳
文法的には、関係代名詞「ὧν」（「そのうちの」、複数属格）は、「χρόνων」（「時代の」）または「πάντων」（「すべての」または「すべてのものの」）のいずれかを指す可能性があり、これは神が語った時代または神が語ったすべてのものであることを意味する。
ペテロが「神が語ったすべてのもののアポカタスタシス」という言葉を使ったことについての通常の見解は、それがイスラエル王国やエデンの園の復興を指しており、「かつて存在したすべてのもの」を指しているわけではないというものである。
アポカタスタシスの動詞形は、七十人訳聖書に見られる。マラキ書 3:23 (つまりマラキ書 4:5 )、エリヤが 子供たちの心を父親の元へ戻すという預言、マラキ書を引用したマタイによる福音書 17:11 (「彼はすべてを元通りにする」)、およびヘブライ人への手紙 13:19 (「私があなたたちの元へ早く 戻ることができるように」)。
19世紀のドイツの神学者ヤコブ・エッカーマンは、「『万物のアポカタスタシス』とはキリストの教義による宗教の普遍的な修正を意味し、『回復(refreshing)の時』とは再生の日、メシア来臨の時を意味する」と解釈した。

### 教父のキリスト教
初期キリスト教におけるアポカタスタシスの重要性は、現在では議論の的となっている。特に、普遍的救済の最も著名な提唱者としてしばしば挙げられるオリゲネスが、実際にそのような教義を教えたり信じたりしたかどうかについては疑問視されている。
フレデリック・W・ノリスは、オリゲネスが普遍的救済の問題に関してとった立場はしばしば矛盾しているように思われると主張している。そして、オリゲネスは排他的救済と普遍的救済のどちらか一方を強調することを決して決めず、いずれかを厳密に排除したため、オリゲネスはおそらく救済の見解を経済的に「オープン」にして、より大きな効果をあげようとしたのだろうと結論付けている。一方、ブライアン・E・デイリーは教父終末論ハンドブックの中で、オリゲネスはすべての人間の最終的な救済を強く信じており、それをアポカタスタシスと呼ぶこともあったと主張している。最近では、教父学の著名な学者イラリア・ラメリ (Ilaria Ramelli) は、オリゲネスがアポカタスタシスの教義を受け入れただけでなく、それが彼の神学と哲学の思想の中心であったと結論付けている。彼女は「オリゲネスの思想において、アポカタスタシスの教義は、彼の人類学、終末論、神学、歴史哲学、神学、釈義論と織り合わされている。オリゲネスの思想を真剣に受け止め、深く理解する者にとって、アポカタスタシス理論を他のすべてから切り離して、それを拒否し、残りを受け入れることは不可能である」と述べている。
最初のキリスト教教育の中心地であったアレクサンドリア学派は、一般的にアポカタスタシスを肯定し、プラトンの用語や考え方をキリスト教に取り入れながら、この新しい信仰を他のすべての信仰と説明し区別していたようである。 ニュッサのグレゴリオスも、普遍的に救済されるアポカタスタシスを信奉していたと理解されているが、マスペロは、グレゴリオスは普遍的な復活についてのみ語り、普遍的な救済については語っていなかったと主張している。アポカタスタシスの形での普遍的な救済は、ミラノのアンブロシウスに帰せられる『アンブロシアステル(en)パウロ書簡注解』にも見られる。ナジアンゾスのグレゴリオスはこれについて議論したが、結論には至らなかった。
結局、オリゲネスは地方会議で初期教会全体で非難されるようになったが、アポカタスタシスに限ったことではなかった。これは6世紀に決定的に変化した。コンスタンティノープル地方会議 (543) は、アポカタスタシスの一形態をアナテマとして非難し、アナテマはコンスタンティノープル第5回公会議(553) に正式に提出された。アポカタスタシスという用語は、553年のオリゲネスに対する15のアナテマのうち14番目に言及されている。「もし誰かが...この偽りのアポカタスタシスでは、偽りの前世と同じように、霊魂だけが存在し続けると言うなら、その人はアナテマにされるべきである。」
コンスタンティノフスキー（2009）は、コンスタンティノープル会議（543年）や「オリゲネス主義者」とエヴァグリオス・ポンティコスに対して宣告された破門（553年）以前のキリスト教文献におけるアポカタスタシスの使用は中立的であり、使徒行伝 3章21節のペテロの一般的な「語られたことのすべて（ restitutio omnium quae locutus est Deus ） 」に似た概念を主に指しており、例えば、かつて存在したすべての魂の 普遍的な和解などを指していないと述べている。

### グノーシス主義
グノーシス派の『フィリポ福音書』(180-350頃) にはこの用語自体は含まれているが、普遍的な和解を教えるものではない。
再生と再生のイメージがある。イメージを通して再び生まれることは確かに必要である。どれですか? 復活である。イメージはイメージを通して再び立ち上がらなければならない。花嫁の部屋とイメージはイメージを通して真実の中に入らなければならない。これが回復 (アポカタスタシス) である。父と子と聖霊の名前を生み出す人はそうするだけでなく、あなた方のためにそれらを生み出した。それらを獲得しない人は、名前 (「クリスチャン」) も彼から取り上げられる。